# Globalización

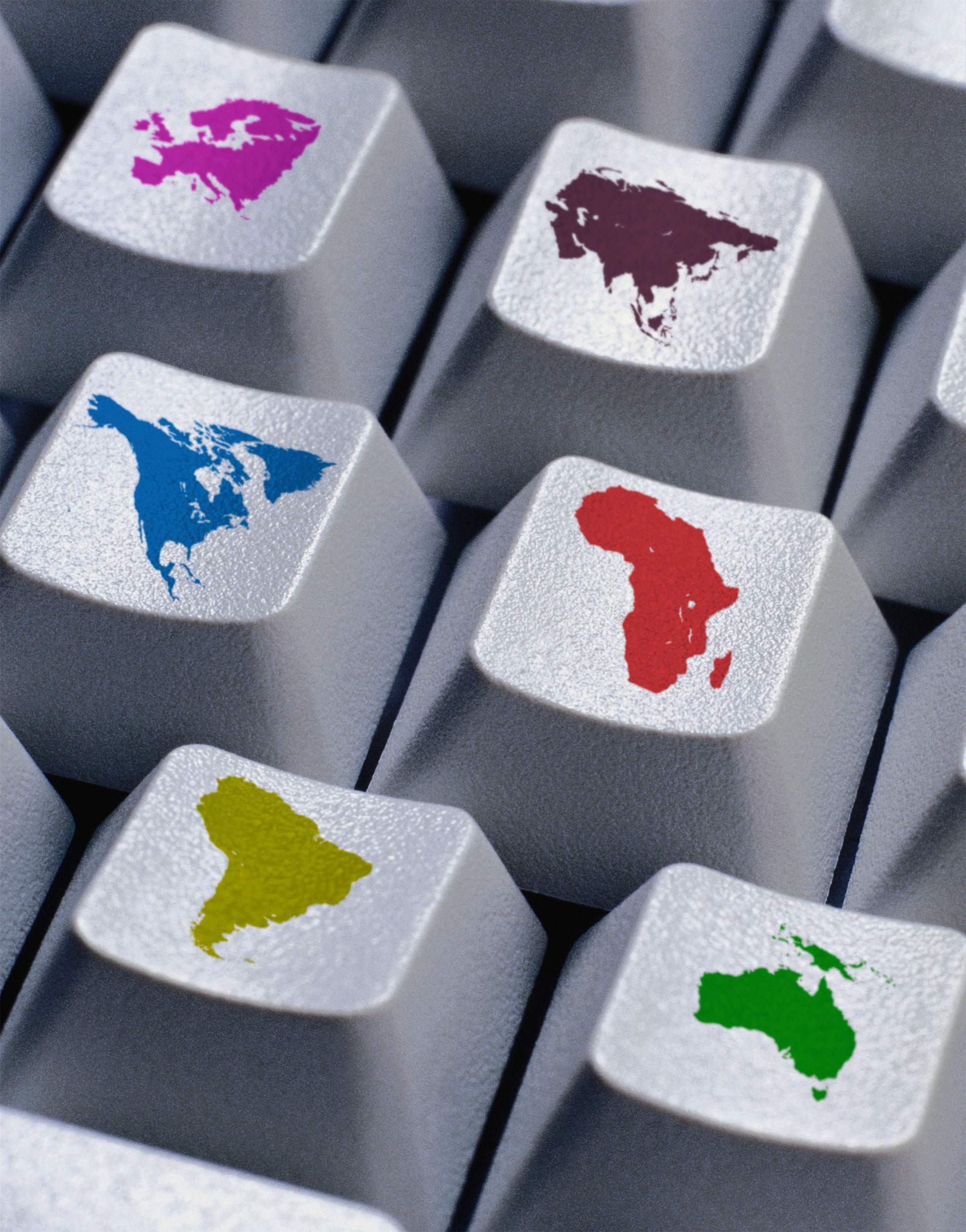
La globalización es un proceso político, económico, tecnológico, social y cultural, a escala mundial que se funda en la creciente comunicación e interdependencia entre los distintos países del mundo.

La globalización o mundialización es un proceso político, económico, tecnológico, social, cultural y religioso a escala mundial que se funda en la creciente comunicación e interdependencia entre los distintos países del mundo. Se suele distinguir históricamente entre una Primera globalización y una Segunda globalización. 
La globalización actual, o segunda globalización, está precedida por una determinante primera globalización consistente en el proceso político y cultural hispánico que se identifica con el Imperio español y se extiende desde finales del siglo XV, gracias al Descubrimiento de América y la Circunnavegación del mundo, hasta el siglo XIX con la independencia de las repúblicas americanas y la final perdida de las últimas provincias españolas de ultramar (Cuba, Puerto Rico, Filipinas) como consecuencia de la irrupción del poder político estadounidense. A la primera globalización corresponden, característicamente, el primer sistema de navegación marítima global del planeta (sobre todo representado por el Galeón de Manila, que conectaba Europa, Asia y América), la creación del Derecho internacional moderno y el fenómeno del mestizaje.
La segunda globalización, la actual, usualmente es identificada como un proceso dinámico producido principalmente por la sociedad y que ha abierto sus puertas a la revolución informática, llegando a un nivel considerable de liberalización y democratización en su cultura política, en su ordenamiento jurídico y económico nacional, y en sus relaciones nacionales e internacionales.
Este segundo proceso, también originado en el seno de la civilización occidental y que se ha expandido alrededor del mundo durante las últimas décadas de la Edad Contemporánea (o sea, desde la segunda mitad del siglo XX), recibió su mayor impulso con el fin de la Guerra Fría, y continúa durante el siglo XXI. Se caracteriza al nivel de la economía, por la integración de las economías locales a una economía de mercado mundial donde los modos de producción y los movimientos de capital se configuran a escala planetaria («nueva economía») donde cobra mayor importancia el rol de las empresas multinacionales y la circulación libre de capitales junto con la implantación definitiva de la sociedad de consumo. El ordenamiento jurídico también siente los efectos de la globalización y se ve en la necesidad de uniformizar y simplificar procedimientos y regulaciones nacionales e internacionales con el fin de mejorar las condiciones de competitividad y seguridad jurídica, además de universalizar el reconocimiento de los derechos fundamentales de la ciudadanía. En la cultura se caracteriza por un proceso que interrelaciona las sociedades y culturas locales en una cultura internacional («aldea global»), aunque existe divergencia de criterios sobre si se trata de un fenómeno de asimilación occidental o de fusión multicultural. En lo tecnológico la globalización depende de los avances en la conectividad humana (transporte y telecomunicaciones) facilitando la libre circulación de personas y la masificación de las TIC (tecnologías de información y comunicación) y la internet. En el plano ideológico, los credos y valores colectivistas y tradicionalistas causan desinterés generalizado y van perdiendo terreno ante el individualismo y el cosmopolitismo de la sociedad abierta. Los medios de comunicación clásicos, en especial la prensa escrita, pierden su influencia social (cuarto poder) frente a la producción colaborativa de información de la Web 2.0 (quinto poder).
Mientras tanto, respecto a la política, los distintos gobiernos van perdiendo atribuciones en algunos ámbitos que son tomados por la sociedad civil en un fenómeno que se ha denominado sociedad red, el activismo cada vez más gira en torno a movimientos sociales y las redes sociales mientras los partidos políticos pierden su popularidad de antaño, se ha extendido la transición a la democracia contra los regímenes despóticos, y en políticas públicas destacan los esfuerzos para la transición al capitalismo en algunas de las antiguas economías dirigidas y la transición del feudalismo al capitalismo en economías subdesarrolladas de algunos países aunque con distintos grados de éxito. Geopolíticamente el mundo se debate entre la unipolaridad de la superpotencia estadounidense y el surgimiento de nuevas potencias regionales, y en relaciones internacionales el multilateralismo y el poder blando se vuelven los mecanismos más aceptados por la comunidad internacional. La sociedad civil también toma protagonismo en el debate internacional a través de ONG internacionales de derechos humanos que monitorean la actividad interna o externa de los Estados. En el ámbito militar surgen conflictos entre organizaciones armadas no-estatales (y transnacionales en muchos casos) y los ejércitos pertenecientes al estado (guerra contra el terrorismo, guerra contra el narcotráfico, etc), mientras las potencias que realizan intervenciones militares a otros países (usualmente a los considerados como Estado fallido) procuran ganarse a la opinión pública interna y mundial al formar coaliciones multinacionales y alegando el combate a alguna amenaza de seguridad no sin amplios debates sobre la legitimidad de los conceptos de guerra preventiva e intervención humanitaria frente al principio de no intervención y de oposición a las guerras.
La valoración positiva o negativa de este fenómeno, o la inclusión de definiciones alternas o características adicionales para resaltar la inclusión de algún juicio de valor, pueden variar según la ideología del interlocutor. Esto ocurre porque el fenómeno globalizador ha despertado gran entusiasmo en algunos sectores, mientras en otros ha despertado un rechazo profundo (antiglobalización), habiendo también posturas eclécticas y moderadas.

## Concepto
Ciertos autores (como por ejemplo Guy Rocher) consideran que es más adecuado en español el término mundialización, galicismo derivado de la palabra francesa mondialisation, en lugar de globalización, anglicismo procedente del inglés globalization, puesto que en español «global» no equivale a «mundial», como sí ocurre en inglés. Sin embargo, el Diccionario de la lengua española registra la entrada «globalización», entendida como la «tendencia de los mercados y de las empresas a extenderse, alcanzando una dimensión mundial que sobrepasa las fronteras nacionales» (DRAE 2006, 23.ª edición), mientras que la entrada «mundialización» no está en el Diccionario.
El economista y escritor español José Luis Sampedro, en su libro El mercado y la globalización (2002), define globalización como

Constelación de centros con fuerte poder económico y fines lucrativos, unidos por intereses paralelos, cuyas decisiones dominan los mercados mundiales, especialmente los financieros, usando la más avanzada tecnología y aprovechando la ausencia o debilidad de medidas reguladoras y de controles públicos.

Esos poderes son tan fuertes que llegan a acuerdos al margen de todo control político directo de los seres humanos que afectan al empleo, la salud y la vida cotidiana de grandes sectores de la humanidad como CETA, TTIP y TISA, acuerdos que no se han publicado ni conocido ni sancionado por los que sufren sus consecuencias, algo jurídicamente muy discutible. Contra esto (la falta de perfeccionamiento de los procedimientos democráticos de control del gobierno de los estados nacionales quienes, por ejemplo, son incapaces de concordar o ponerse de acuerdo para evitar el fraude fiscal global, o de otra forma explicado, solo se ponen de acuerdo en no ponerse de acuerdo) y la venta del sistema político al capitalismo en general, ha surgido la llamada globalización del descontento, plasmada en movimientos como el 15-M, Primavera Árabe (2010-2012) y Primavera Árabe (2018-presente), Occupy movement, Occupy Wall Street, Fridays For Future o los Indignados y organismos independientes de denuncia como Wikileaks, o en protestas más desorganizadas y violentas como los disturbios de Francia de 2005. La globalización afecta a todo el mundo y por tanto exige un derecho global que la controle, lo que revitaliza el derecho natural inherente a la especie humana y debería desacreditar definitivamente en esta esfera el demasiado prestigiado derecho positivo que esgrimen los estados nacionales para no ponerse de acuerdo en medidas beneficiosas para todos. En ese sentido, afirma Hans Küng en el contexto de la confección de una Declaración universal de los deberes del hombre:

La globalización de la economía, de la tecnología y de los medios de comunicación lleva también a la globalización de los problemas, desde los mercados financieros y del trabajo hasta a los de la ecología y de la criminalidad organizada. Esta globalización de los problemas demanda, por tanto, también, una globalización ética -del ethos-: no un sistema ético uniforme; pero sí un necesario mínimum de valores éticos comunes, de actitudes fundamentales y criterios, a los que puedan comprometerse todas las religiones, naciones y grupos de intereses. Por tanto, un ethos fundamental común de los hombres. Ningún nuevo orden mundial sin un ethos mundial.

De acuerdo con el economista Omar Alejandro Martínez, la globalización se define como la etapa actual que vive el capitalismo mundial, siendo caracterizada por la desaparición de las fronteras económicas que impedían la libre circulación de bienes, productos y capitales, incluyendo tanto las leyes de comercio como la política misma produciendo efectos en el medio ambiente, la cultura, los sistemas políticos, el desarrollo y la prosperidad económica, al igual que en el bienestar físico de los seres humanos que conforman las sociedades de todo el mundo.

## Historia

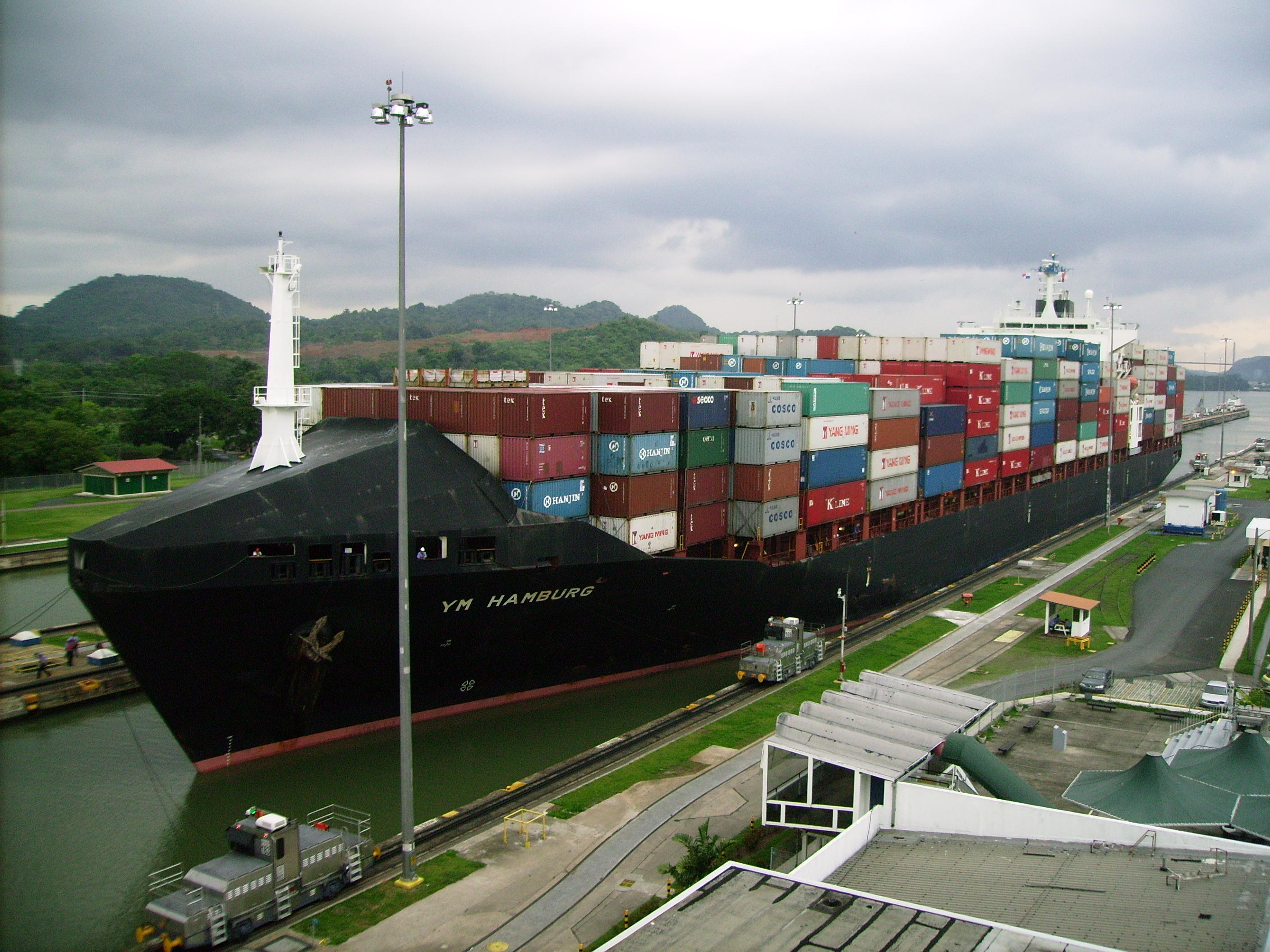
Barco británico cargado de mercancías cruza del mar Caribe al océano Pacífico a través del canal de Panamá. La intensificación del comercio mundial ha llevado al gobierno panameño a lanzar proyectos de ampliación del Canal.

Aldo Ferrer señala que el actual proceso de globalización es parte de un proceso mayor iniciado en 1492 con la conquista y colonización de América por España. Marshall McLuhan sostenía en 1961 que los medios de comunicación electrónicos estaban creando una aldea global. Rüdiger Safranski destaca que a partir de la explosión de la bomba atómica en Hiroshima en 1945 nació una comunidad global unida en el terror a un holocausto mundial. También se ha asociado el inicio de la globalización a la invención del chip (12 de septiembre de 1958), la llegada del hombre a la Luna, que coincide con la primera transmisión mundial vía satélite (20 de julio de 1969), o la creación de Internet (1 de septiembre de 1969). Pero en general se ubica el comienzo de la globalización con el fin de la Guerra Fría, cuando desaparece la Unión Soviética y el bloque comunista que encabezaba, cuyo experimento fallido de colectivismo representaba el ocaso de los proyectos de sociedades cerradas y economías protegidas. Si bien la autodisolución de la Unión Soviética se produjo el 25 de diciembre de 1991, se ha generalizado simbolizarla con la caída del Muro de Berlín el 9 de noviembre de 1989.
El proceso de globalización también hace entrar en crisis al proteccionismo y el estado de bienestar había ganado popularidad en período de entreguerras, cuando en las naciones capitalistas se difunde la noción de que el Estado tiene una doble función fundamental en el buen funcionamiento de la economía: uno en asegurar la prosperidad de la población y el otro en evitar los ciclos de crecimiento y recesión. Se crean así las bases para la aparición del keynesianismo y el Trato Nuevo. En las siguientes décadas posteriores a la Segunda Guerra Mundial se vio la emergencia a la preeminencia de las «corporaciones» o empresas multinacionales, que desplazan la importancia de las empresas del capitalismo clásico que tanto Adam Smith como Karl Marx conocieron cuando formularon sus teorías. Se vio en Alemania un precedente del éxito de la liberalización que tomarían otros países: el resurgimiento de su nación en el denominado Milagro alemán.
Sin embargo, una nueva crisis que se inició a mediados de la década del sesenta (ver estanflación), agudizada por la crisis del petróleo de 1973 provocó una reorganización radical de la economía, fundada en la intensa promoción de la innovación tecnológica (TIC), la reforma de las políticas de desarrollo (ver Consenso de Washington) y tentativas de desmantelar del estado de bienestar, que llegó a ser visto como —en las palabras de Margaret Thatcher— un «estado niñera», sofocador de las libertades y restringidor de la capacidad de escoger de los individuos. Ya desde las décadas de 1970 y 1980 varios analistas y políticos encontraron necesario o conveniente efectuar una fuerte crítica, sea desde un punto de vista pragmático o desde un punto de vista liberal a formas sociopolítico y económicas anteriores, que ellos consideraban estatizantes y en consecuencia restrictoras tanto de las libertades individuales como del desarrollo económico y social, proponiendo nuevas formas a fin de crear un terreno favorable para la revitalización de las economías.
En la dictadura militar de Pinochet en Chile (en lo que se llamó «experimento», ver Milagro de Chile), seguido por el de Thatcher (1979-1990) en Gran Bretaña) y el de Reagan (1981-1989) en EE. UU., etc. Implementaron parcialmente las políticas económicas de economistas como Friedrich Hayek y Milton Friedman respectivamente, lo que de hecho redundó en la generación de nuevas interrelaciones entre los factores económicos y mercados de todo el mundo (consumidores, trabajo, recursos naturales, inversiones financieras, etc.); sin embargo ambos gobiernos fueron en otras áreas fuertemente intervencionistas. A partir de entonces otros gobiernos aplicarían medidas combinando algún nivel de liberalismo económico junto con la tecnocracia estatal, muchas veces para poder contentar con algún grado de intervencionismo a sectores sociales y grupos de presión que rechazan el desmantelamiento del estado de bienestar. Todo este fenómeno en políticas públicas sería conocido, especialmente por sus críticos provenientes del socialismo posguerra Fría, bajo el polisémico término de «neoliberalismo».
El 9 de noviembre de 1989, se produjo la caída del Muro de Berlín, abriendo camino a la implosión de la Unión Soviética en 1991 y la desaparición del bloque comunista. A partir de ese momento comenzó una nueva etapa histórica: la globalización. Ante los hechos en julio-septiembre de 1989 el economista político estadounidense Francis Fukuyama publicó un artículo titulado El fin de la historia y el último hombre, llegó a decir que «lo que podríamos estar viendo no es solo el fin de la Guerra Fría, o de un particular período de post-guerra, sino el fin de la historia como tal: esto es, el punto final de la evolución histórica de la humanidad y la universalización de la democracia liberal occidental como la forma final de gobierno humano». Posteriormente se retractaría de tal afirmación.
Durante este periodo destaca el rol de los organismos internacionales como OMC, OCDE, FMI y BM que en las últimas décadas han sido retratados como impulsores de la globalización, sin embargo, la globalización siendo un proceso civil y de mercado más bien tiende a ser vista como un orden espontáneo independiente de los organismos políticos, siendo discutido si las acciones de los organismos supraestatales dificultan en vez de facilitar la globalización. Una organización privada que anualmente se reúne para dar su respaldo al proceso globalizador es el Foro Económico Mundial.

### Hitos recientes
A continuación algunos puntos de la creciente interdependencia entre los países del mundo. No es una lista que refleje todo lo que la globalización es, pero estos eventos pueden identificarse en el contexto de la misma.
- En noviembre de 1989 el economista estadounidense John Williamson incluyó en un documento de trabajo una lista de diez políticas que consideraba más o menos aceptadas por los grupos económicos con sede en Washington y lo tituló el Consenso de Washington. para algunas personas representan los puntos claves de la globalización, sin embargo ambas cosas no son lo mismo.
- La creación en 1995 de la Organización Mundial de Comercio (OMC) es uno de los momentos decisivos de la globalización. Por estar integrada por la mayoría de los países de la población mundial: propiedad intelectual, regulación de empresas y capitales, subsidios, tratados de libre comercio y de integración económica, régimen de servicios comerciales (especialmente educación y salud), etc.
- Crisis económicas: La velocidad y libertad alcanzada por los capitales para entrar y salir de países y empresas está asociada a una serie de crisis eco-financieras locales de impacto global. La primera de la serie se produjo en México en 1994/1995 y su impacto global se conoció como efecto Tequila. Con posterioridad se produjeron la crisis asiática en 1995/1997 (efecto Dragón), la crisis rusa en 1998 (efecto Vodka), la crisis brasileña en 1998/1999 (efecto Samba) y la crisis argentina en 2001/2002 (efecto Tango). Las reiteradas crisis económicas ha generado una amplia discusión sobre el papel desempeñado por el Fondo Monetario Internacional.
- Detención de Pinochet y creación de la Corte Penal Internacional: En octubre de 1998 el exdictador de Chile, Augusto Pinochet, fue detenido en Londres acusado en España por tortura y terrorismo. El 24 de marzo de 1999 el Tribunal de los Lores del Reino Unido resolvió que Pinochet podía ser extraditado, aunque finalmente la extradición no fue completada debido a la supuesta demencia del comandante. El hecho es destacado como un punto de inflexión en la globalización de los derechos humanos.
- Simultáneamente en 1998 se firmó el Estatuto de Roma creando la Corte Penal Internacional, que entró en vigor el 1 de julio de 2002 luego de alcanzar la cantidad de ratificaciones necesarias. En 2003 la Corte penal Internacional quedó constituida. El principal problema para el funcionamiento de la misma es la posición de los Estados Unidos, opuesto a su jurisdicción.Con una población de 1400 millones, China es la economía más grande del mundo.

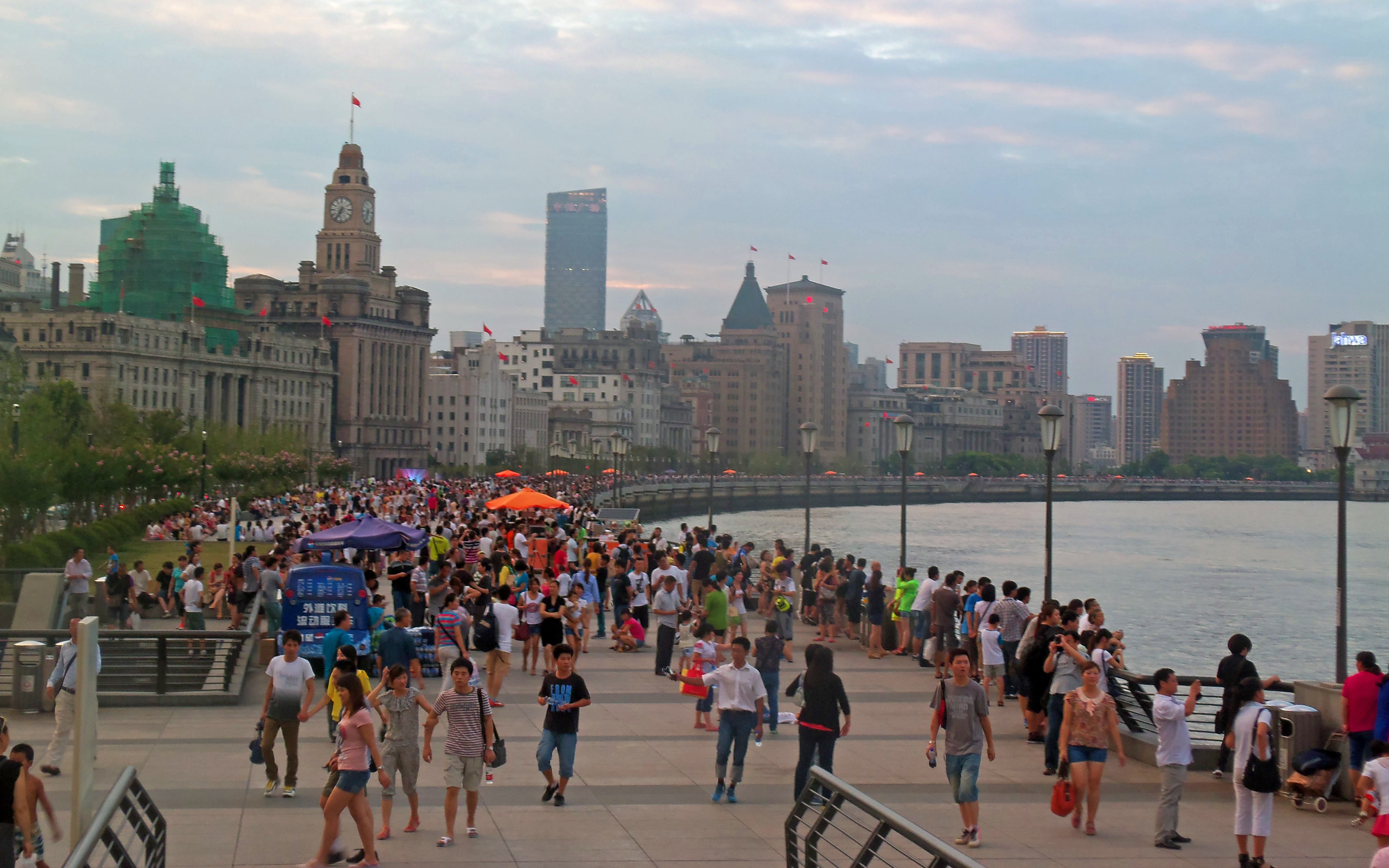
Con una población de 1400 millones, China es la economía más grande del mundo.

- Ingreso de China en la OMC: En 2001 (Ronda de Doha) y después de 15 años de duras negociaciones, China ingresó en la OMC. De este modo el país más poblado del mundo (22 % de la humanidad), segunda economía mundial y la de mayor crecimiento en los últimos 30 años, se incorporó plenamente al mercado mundial. Los enormes desplazamientos de capital y trabajo que está causando la economía china, así como las consecuencias para el sistema mundial que tendrá la vinculación de una gigantesca y pujante economía de «mercado socialista» (véase también socialismo de mercado) con el sistema capitalista mundial, son discutidas apasionadamente por los estudiosos de todo el mundo. Existe sin embargo un amplio consenso de que China, y su creciente liderazgo económico en Asia, está impulsando un proceso histórico que será determinante en el curso del siglo XXI y la orientación de la globalización mundial.
- Los atentados del 11 de septiembre de 2001, contra el Centro Mundial de Comercio (World Trade Center) de Nueva York y el Pentágono, transmitidos en vivo y en directo por las cadenas globales de televisión a toda la humanidad, adquirieron una significación mundial. A partir de ese momento, la lucha contra el terrorismo internacional y la defensa de la seguridad nacional de los Estados Unidos, adquirirá una jerarquía prioritaria en la agenda global, propondrá la necesidad de restringir los derechos humanos para garantizar la seguridad, y reinstalará el valor del Estado.
- En los disturbios de Francia de 2005, en noviembre, miles de jóvenes franceses, hijos de inmigrantes provenientes del norte de África, protagonizaron durante dos semanas una revuelta que tuvo su sello en la quema de miles de automóviles en París. En la región de París, más de la mitad de la población menor de 15 años, es originaria de África, lo que ha dado un vuelco a la cultura de la zona en menos de una generación. El acontecimiento sorprendió al mundo y puso sobre el tapete la cuestión de las migraciones internacionales y las desigualdades sociales y territoriales en la globalización.

## Globalización económica

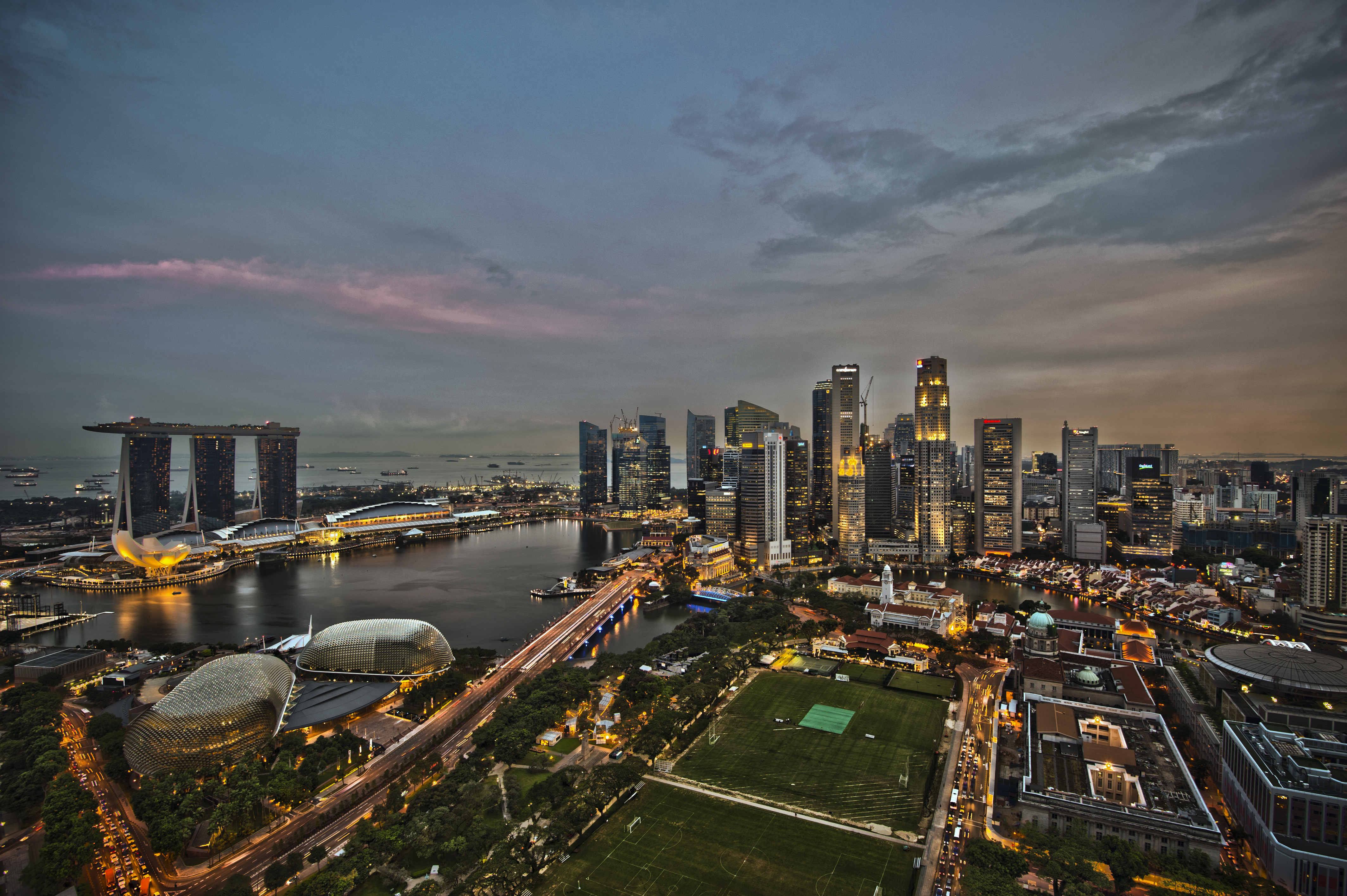
Singapur es el país que ocupa el primer lugar en el Índice del comercio habilitador de 2016.

La globalización económica es una de las tres dimensiones principales de la globalización, comúnmente mencionada en la literatura académica. Las otras dimensiones son la globalización política y la globalización cultural. La globalización económica se refiere al movimiento internacional generalizado de bienes, capital, servicios, tecnología e información; y la creciente integración e interdependencia económicas de las economías nacionales, regionales y locales en todo el mundo, derivadas de la intensificación de dicho movimiento transfronterizo.
Mientras la globalización es un conjunto extenso de procesos en la relación con múltiples redes económicas, políticas e intercambios culturales, la globalización económica contemporánea es impulsada por el rápido y significativo crecimiento de la información acerca de todos los tipos de actividades productivas y por el desarrollo de la ciencia y la tecnología.
Principalmente se compone por la globalización de producción, finanzas, mercados, tecnología, regímenes organizacionales, instituciones, corporaciones y empleo. Mientras la globalización económica se ha expandido desde el surgimiento del comercio internacional, ha crecido debido a la expansión en cuanto a los avances en comunicación y tecnología bajo el marco de Acuerdo General sobre Aranceles Aduaneros y Comercio y la Organización Mundial del Comercio, lo cual hizo que los países redujeran gradualmente sus barreras comerciales y abrieran sus cuentas corrientes y de capital.  Este auge reciente ha sido apoyado en gran medida por las economías desarrolladas que se integran con los países en desarrollo a través de la inversión extranjera directa, la reducción de los costos de comercialización, la disminución de las barreras comerciales y, en muchos casos, la migración transfronteriza. 

## Globalización política

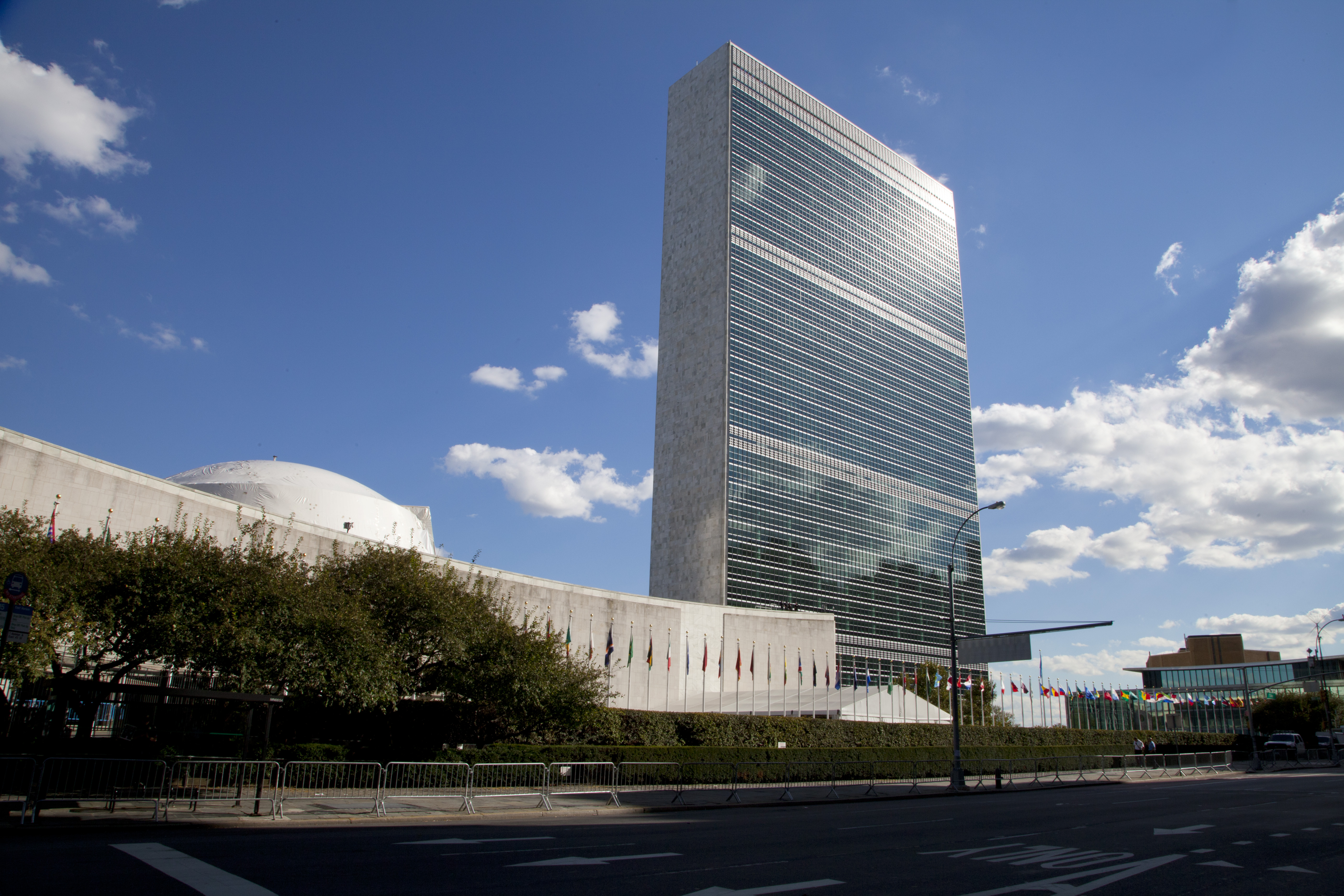
Sede de las Naciones Unidas en la ciudad de Nueva York.

La globalización política se refiere al crecimiento del sistema político mundial, tanto en tamaño como en complejidad. Ese sistema incluye a los gobiernos nacionales, sus organizaciones gubernamentales e intergubernamentales, así como a elementos de la sociedad civil mundial independientes del gobierno, como las organizaciones no gubernamentales internacionales y las organizaciones de movimientos sociales. Uno de los aspectos clave de la globalización política es la importancia cada vez menor del Estado-nación y el ascenso de otros actores en la escena política. William R. Thompson lo ha definido como «la expansión de un sistema político global, y sus instituciones, en el que se gestionan transacciones interregionales (incluido, pero ciertamente no limitado al comercio)». La globalización política es una de las tres dimensiones principales de la globalización que se encuentran comúnmente en la literatura académica, siendo las otras dos la globalización económica y la globalización cultural.
La gobernanza mundial es un enfoque de la teoría de la ciencia política y la administración pública que se originó a partir de estudios sobre la integración europea. La gobernanza multinivel da expresión a la idea de que hay muchas estructuras de autoridad que interactúan en el trabajo en la economía política global emergente. Ilumina el enredo íntimo entre los niveles de autoridad nacional e internacional.
Algunas personas son ciudadanos de varios estados-nación. La doble ciudadanía, también llamada doble nacionalidad o nacionalidad múltiple, es el estado de ciudadanía de una persona, en el que una persona se considera simultáneamente como ciudadano de más de un estado según las leyes de esos estados.
Cada vez más, las organizaciones no gubernamentales influyen en las políticas públicas más allá de las fronteras nacionales, incluida la ayuda humanitaria y los esfuerzos de desarrollo. Las organizaciones filantrópicas con misiones globales también están pasando a la vanguardia de los esfuerzos humanitarios. El Instituto Hudson estima que los flujos filantrópicos privados totales hacia los países en desarrollo ascendieron a 59.000 millones de dólares en 2010.
Como respuesta a la globalización, algunos países han adoptado políticas aislacionistas. Por ejemplo, el gobierno de Corea del Norte hace que sea muy difícil para los extranjeros ingresar al país y monitorea estrictamente sus actividades cuando lo hacen. Los trabajadores humanitarios están sujetos a un escrutinio considerable y excluidos de los lugares y regiones en los que el gobierno no desea que entren. Los ciudadanos no pueden salir libremente del país. La Globalización representa algunos desafíos y controversias en cuanto a su impacto político, puesto que genera una pérdida de la soberanía nacional a cambio de la integración internacional. Ante esto, los Estados se resisten a admitir la descomposición del Estado-Nación, sobre todo por la actuación de las corporaciones o de fuerzas multinacionales o transnacionales, que llegan a ser más poderosas que los Estados donde operan. Esto ocurre como efecto del desbordamiento de las fronteras por la intensificación de los intercambios y la disminución del poder del Estado para dictar sus políticas con base en su ámbito de acción, pues se requiere la cooperación internacional. Ante ello, los Estados se ven obligados a su integración mundial a fin de evitar su desestabilización. El efecto de la Globalización, tiene tres variables: los grupos y sectores beneficiados, la vulnerabilidad de la economía nacional y las crisis generadas desde el exterior, y la adaptabilidad de las instituciones políticas al cambio.

## Globalización cultural

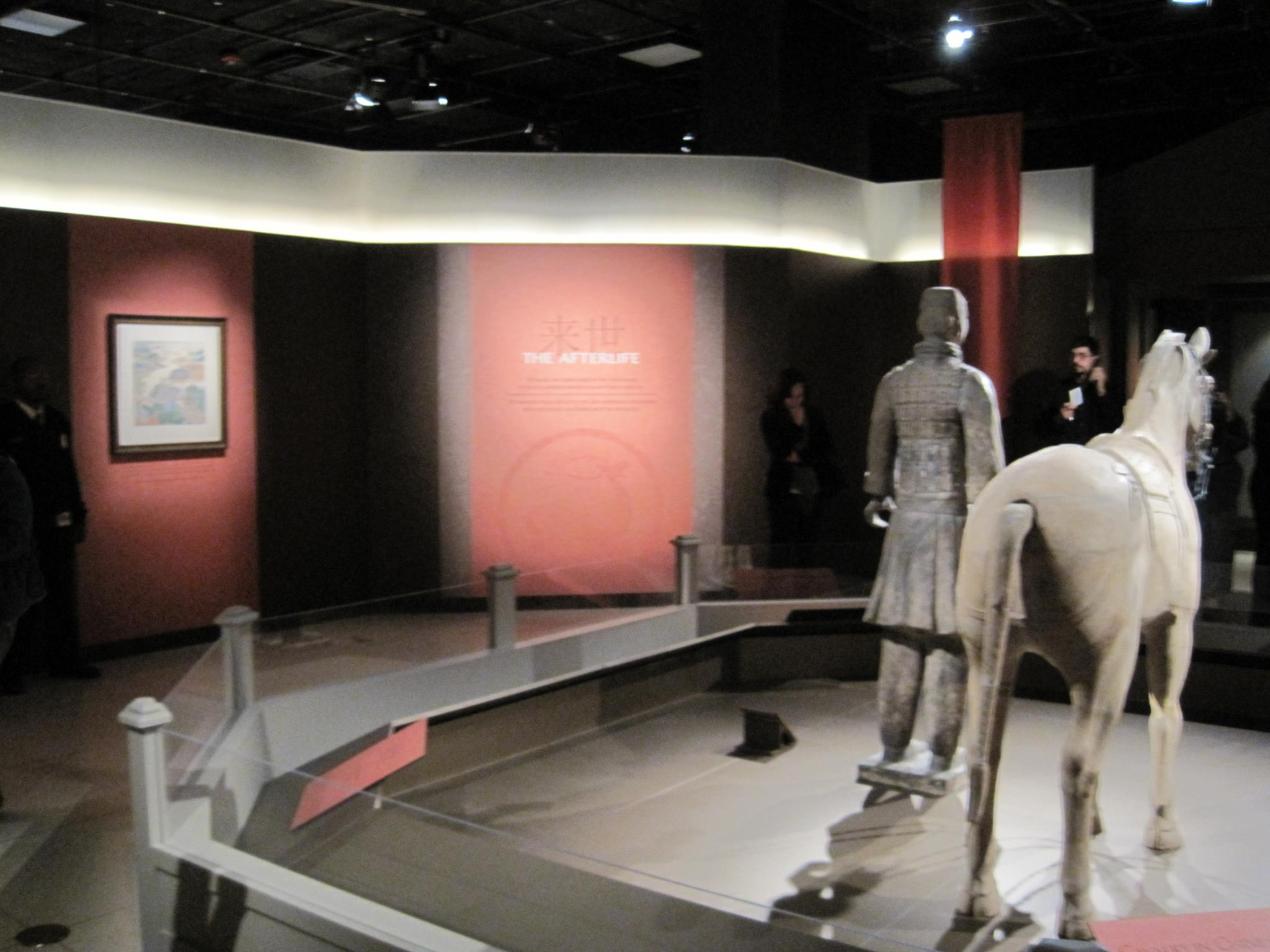
Detalle de una de las exposiciones de los Guerreros de terracota, en Estados Unidos.

La globalización cultural se refiere a la transmisión de ideas, significados y valores alrededor del mundo de tal manera que se extiendan e intensifiquen las relaciones sociales. Este proceso está marcado por el consumo común de culturas que han sido difundidas por Internet, los medios culturales populares y los viajes internacionales. Esto se ha sumado a los procesos de intercambio de productos básicos y colonización que tienen una historia más larga de llevar un significado cultural en todo el mundo. La circulación de culturas permite a los individuos participar en relaciones sociales extendidas que cruzan fronteras nacionales y regionales. La creación y expansión de tales relaciones sociales no se observa meramente a nivel material. La globalización cultural implica la formación de normas y conocimientos compartidos con los que las personas asocian sus identidades culturales individuales y colectivas. Aporta una creciente interconexión entre diferentes poblaciones y culturas.
La comunicación intercultural es un campo de estudio que analiza cómo las personas de diferentes orígenes culturales se comunican, de formas similares y diferentes entre sí, y cómo se esfuerzan por comunicarse entre culturas. La comunicación intercultural es un campo de estudio relacionado.
La difusión cultural es la difusión de elementos culturales, como ideas, estilos, religiones, tecnologías, idiomas, etc. La globalización cultural ha aumentado los contactos interculturales, pero puede ir acompañada de una disminución de la singularidad de las comunidades que alguna vez estuvieron aisladas. Por ejemplo, el sushi está disponible tanto en Alemania como en Japón, pero Euro-Disney supera a la ciudad de París, lo que podría reducir la demanda de pastelería francesa «auténtica». La contribución de la globalización a la alienación de los individuos de sus tradiciones puede ser modesta en comparación con el impacto de la modernidad misma, como alegan existencialistas como Jean-Paul Sartre y Albert Camus. La globalización ha ampliado las oportunidades recreativas mediante la difusión de la cultura pop, especialmente a través de Internet y la televisión por satélite. La difusión cultural puede crear una fuerza homogeneizadora, a través de la conexión de mercados, culturas, políticas y el deseo de modernización a través de la esfera de influencia de los países imperiales.
Las religiones estuvieron entre los primeros elementos culturales en globalizarse, propagándose por la fuerza, la migración, los evangelistas, los imperialistas y los comerciantes. El cristianismo, el islam, el budismo y, más recientemente, el mormonismo se encuentran entre las religiones que se han arraigado e influido en culturas endémicas en lugares alejados de sus orígenes.

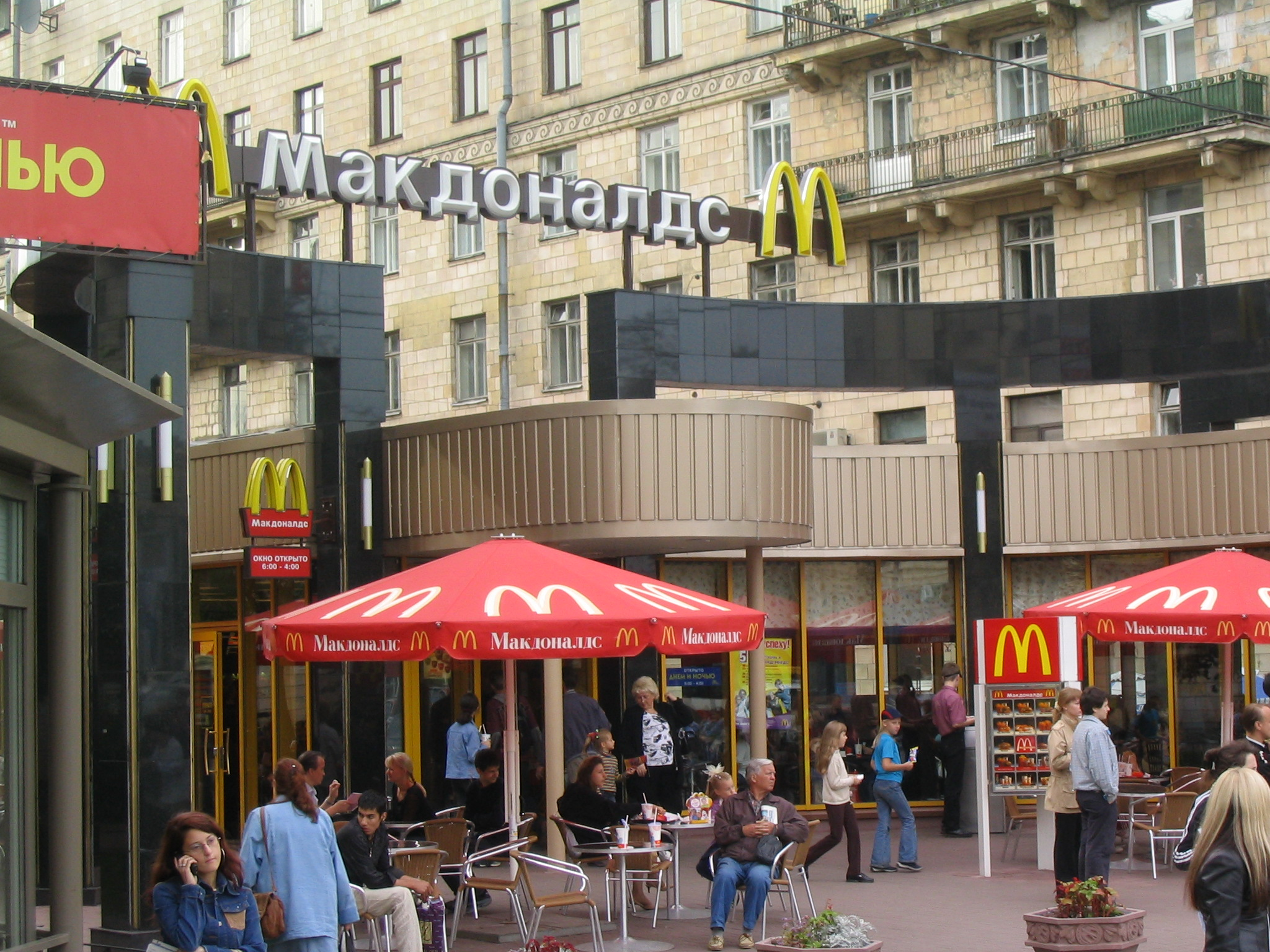
McDonald's se ve comúnmente como un símbolo de la globalización, a menudo llamado McDonaldización de la sociedad global.

La globalización ha influido fuertemente en el deporte. Por ejemplo, los Juegos Olímpicos modernos tienen atletas de más de 200 naciones que participan en una variedad de competiciones. La Copa Mundial de la FIFA es el evento deportivo más visto y seguido en el mundo, superando incluso a los Juegos Olímpicos; una novena parte de la población total del planeta vio la final de la Copa Mundial de la FIFA 2006.
El término globalización implica transformación. Las prácticas culturales, incluida la música tradicional, pueden perderse o convertirse en una fusión de tradiciones. La globalización puede desencadenar un estado de emergencia para la preservación del patrimonio musical. Los archiveros pueden intentar recopilar, grabar o transcribir repertorios antes de que las melodías sean asimiladas o modificadas, mientras que los músicos locales pueden luchar por la autenticidad y preservar las tradiciones musicales locales. La globalización puede llevar a los artistas intérpretes o ejecutantes a desechar los instrumentos tradicionales. Los géneros de fusión pueden convertirse en campos de análisis interesantes.

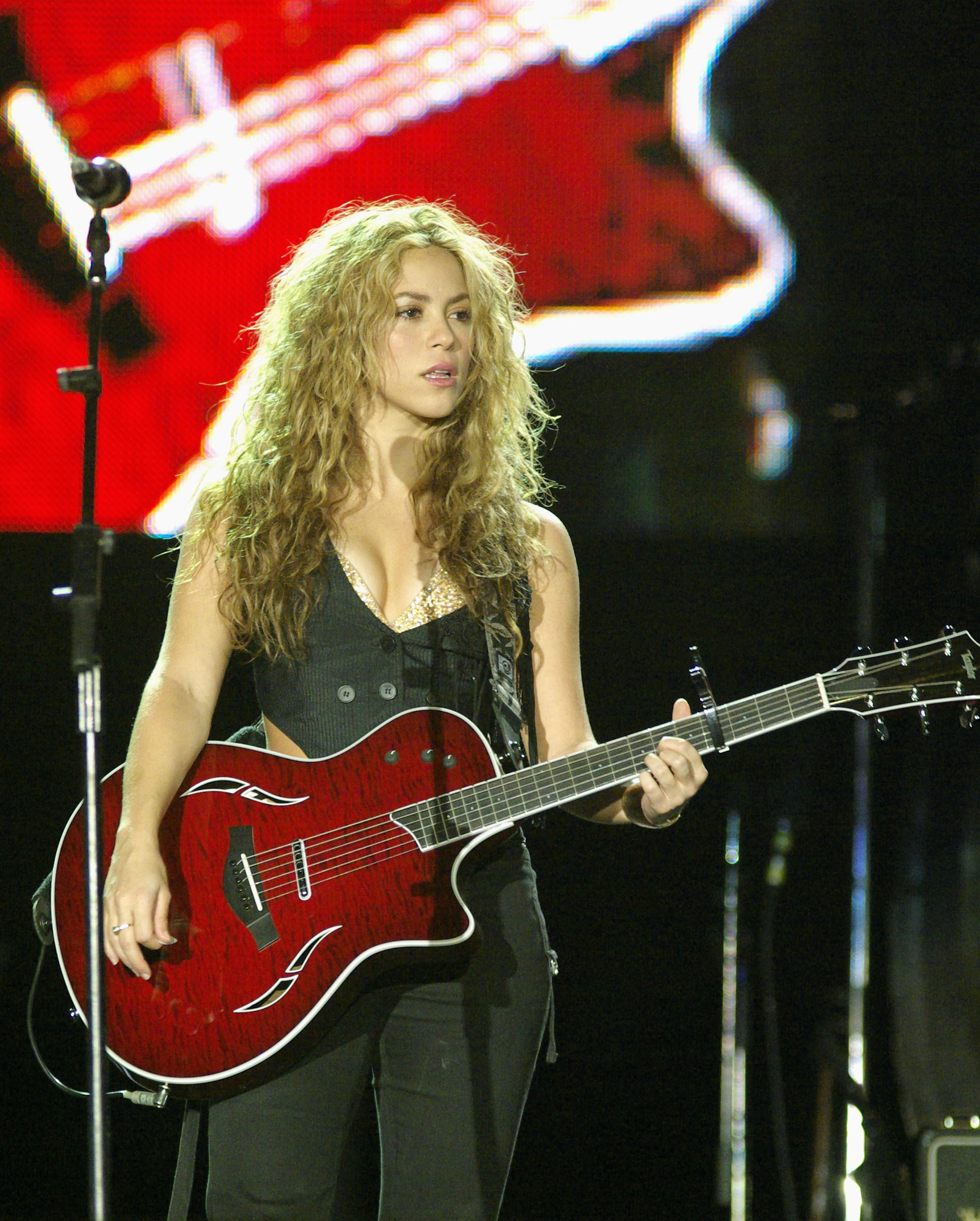
Shakira, la cantautora colombiana multilingüe, tocando fuera de su país de origen.

La música tiene un papel importante en el desarrollo económico y cultural durante la globalización. Los géneros musicales como el jazz y el reggae comenzaron localmente y luego se convirtieron en fenómenos internacionales. La globalización apoyó el fenómeno de las músicas del mundo al permitir que la música de los países en desarrollo llegara a un público más amplio. Aunque el término «música del mundo» estaba originalmente destinado a la música étnica específica, la globalización ahora está ampliando su alcance de tal manera que el término a menudo incluye subgéneros híbridos como «fusión mundial», «fusión global», «fusión étnica», y worldbeat.
Algunos críticos de la globalización argumentan que daña la diversidad de culturas. A medida que la cultura de un país dominante se introduce en un país receptor a través de la globalización, puede convertirse en una amenaza para la diversidad de la cultura local. Algunos argumentan que la globalización puede conducir en última instancia a la occidentalización o americanización de la cultura, donde los conceptos culturales dominantes de los países occidentales económica y políticamente poderosos se difunden y causan daño a las culturas locales.
La globalización es un fenómeno diverso que se relaciona con un mundo político multilateral y con el aumento de bienes culturales y mercados entre países. La experiencia india revela particularmente la pluralidad del impacto de la globalización cultural.

## Otras dimensiones
Los académicos también discuten ocasionalmente otras dimensiones menos comunes de la globalización, como la globalización ambiental (las prácticas y regulaciones coordinadas internacionalmente, a menudo en forma de tratados internacionales, con respecto a la protección ambiental) o la globalización militar (crecimiento en extensión y alcance global de relaciones de seguridad).

### Movimiento de personas

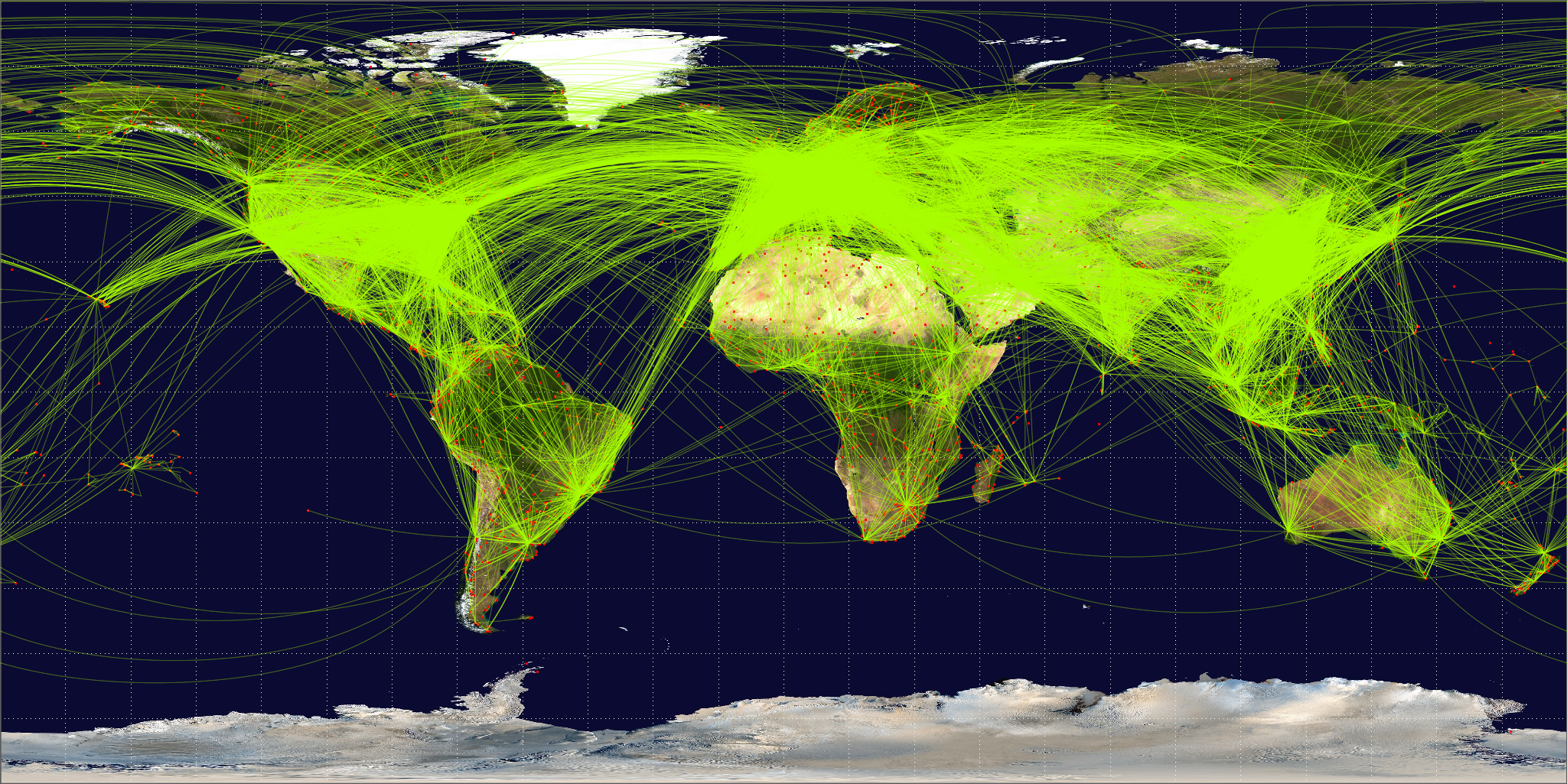
Tráfico regular de aerolíneas en 2024.

Un aspecto esencial de la globalización es el movimiento de personas, y los límites de las fronteras estatales sobre ese movimiento han cambiado a lo largo de la historia. El movimiento de turistas y empresarios se abrió a lo largo del siglo pasado. A medida que la tecnología del transporte mejoró, el tiempo y los costos de viaje disminuyeron drásticamente entre el siglo XVIII y principios del XX. Por ejemplo, viajar a través del océano Atlántico solía tomar hasta 5 semanas en el siglo XVIII, pero en la época del siglo XX solo tomaba ocho días. [110] Hoy en día, la aviación moderna ha hecho que el transporte de larga distancia sea rápido y asequible.
Los desarrollos en tecnología e infraestructura de transporte, aerolíneas de bajo costo y aeropuertos más accesibles, han hecho que muchos tipos de turismo sean más asequibles. En un momento dado, medio millón de personas están en el aire. Las llegadas de turistas internacionales superaron el hito de los mil millones de turistas en todo el mundo por primera vez en 2012.
La inmigración es el movimiento internacional de personas hacia un país de destino del cual no son nativos o donde no poseen la ciudadanía para establecerse o residir allí, especialmente como residentes permanentes o ciudadanos naturalizados, o para aceptar un empleo temporalmente como trabajador extranjero. Según la Organización Internacional del Trabajo, en 2014 había un estimado de 232 millones de migrantes internacionales en el mundo (definidos como personas fuera de su país de origen durante doce meses o más) y se estimaba que aproximadamente la mitad de ellos eran económicamente activos (es decir, empleado o en busca de empleo).

### Movimiento de información
Internet ha sido fundamental para conectar a las personas a través de fronteras geográficas. La globalización se puede difundir por medio del periodismo global, que proporciona información masiva y se basa en Internet para interactuar. Es posible suponer que amenazas globales como el cambio climático precipitan el establecimiento de un periodismo global.

## Argumentos a favor de la globalización
Es importante anotar que entre los partidarios del desarrollo económico y social, existen corrientes con visiones encontradas y radicalmente diferentes en su percepción sobre los beneficios de la globalización; es el caso del liberalismo libertario y el neoconservadurismo en lo político, o la escuela austríaca y el monetarismo/escuela neoclásica en la doctrina económica.
- Los liberales libertarios y otros partidarios del laissez-faire capitalista dicen que los altos niveles de libertades políticas y económicas, en la forma de democracia y capitalismo, han sido fines valiosos en sí mismo en el mundo desarrollado y han producido altos niveles de riqueza material. Ellos ven en la globalización un proceso benéfico de extensión de la libertad y el capitalismo.[44]
- Aquellos que apoyan el libre comercio proclaman que el aumento tanto de la prosperidad económica como de oportunidades, especialmente en los países en desarrollo, incrementara las libertades civiles y llevara a un reparto de recursos más eficiente. Las teorías económicas de la ventaja comparativa sugieren que el mercado libre produce dicho reparto efectivo de recursos, a mayor beneficio de todos los países que estén envueltos. En general, esto conduce a reducción de precios, más empleos, incremento en la producción y de niveles de vida especialmente para los que viven en países en desarrollo.[44][45] Además, la inversión directa de capitales extranjeros ha aumentado en muchos países en vías de desarrollo debido al aumento del libre comercio, como sucedió en México a partir del NAFTA.[46]
- Existen también los llamados «globalistas» o «mundialistas», que proponen una «globalización democrática». Ellos creen que la primera etapa de la globalización, orientada al mercado o a asuntos económicos, debe ser seguida por una etapa de creación de instituciones políticas globales que representen las visiones o aspiraciones del «ciudadano mundial». Su diferencia con otros «globalistas» es que ellos no definen por adelantado una ideología para orientar esta voluntad, dejándola a la voluntad de esos ciudadanos a través de un proceso democrático.
- Proponentes de la globalización argumentan que el movimiento antiglobalización es proteccionista y usa evidencias puntuales y anecdóticas para apoyar sus visiones, mientras que las fuentes estadísticas proveen un apoyo fuerte a la globalización.
- A pesar de que algunos lo discuten, la desigualdad del ingreso a nivel mundial parece estar decreciendo, como el economista Xavier Sala-i-Martin argumentó en 2007.[47] Dejando de lado quien tiene la razón, se puede alegar que más importante es la medida de pobreza absoluta: si todos vivieran en la miseria, la desigualdad de ingresos sería muy baja.
- Desde 1981 al 2001, de acuerdo a figuras del Banco Mundial, el número de personas que viven con un dólar o menos de ingreso al día ha declinado en términos absolutos de mil quinientos millones de personas a mil cien millones. Al mismo tiempo, la población del mundo aumentó. Así pues, en términos porcentuales el número de tales personas declinó en los países en desarrollo de 40 % a 20 %. de la población.[48] con las mayores disminuciones teniendo lugar en las economías que han reducido más las barreras al comercio e inversión. Sin embargo, algunos críticos advierten que sería conveniente usar medidas más detalladas de la pobreza.[49]

- El porcentaje de personas que viven con menos de dos dólares de ingreso al día ha caído mucho en áreas afectadas por la globalización, mientras que las tasas de pobreza ha permanecido estable en otras áreas. En Asia del Este, incluyendo China, ese porcentaje ha decaído en un 50.15 %, comparado con un incremento del 2.29 % en África subsahariana.[45]
- La esperanza de vida se ha casi doblado en los países en desarrollo desde la Segunda Guerra Mundial y está empezando a cortar la distancia entre ella y la de los países desarrollados, donde el mejoramiento ha sido menor. Incluso en los países del África subsahariana, la región menos desarrollada, la esperanza de vida ha aumentado de menos de treinta años antes de esa guerra a alrededor de cincuenta años antes de la pandemia de sida y otras empezaran a reducirla nuevamente al presente nivel de alrededor de 47 años. La mortalidad infantil ha decrecido en todas las regiones del mundo en desarrollo.[50]
- La presencia de la democracia se ha incrementado de manera espectacular: desde una posición en la cual había muy pocas naciones con sufragio universal en 1900 a estar presente en un 62.5 % de todos los países en el 2000.[51]
- Los derechos de las mujeres (ver Feminismo) ha avanzado. Incluso en áreas tales como Bangladés ellas están logrando acceso a trabajos que proveen estabilidad e independencia económica.[44]
- La proporción de la población mundial que vive en países donde la provisión de alimentos per cápita es menor que 2200 calorías o 9200 kilojulios por persona por día disminuyó desde 56 % en 1960 a menos de 10 % en 1990.[52] El promedio de calorías diarias ingeridas a nivel mundial subió de 2162 kilocalorías en 1961 a 2861 en el 2018.[53] Actualmente hay dieciséis países (Kenia, Ruanda, Liberia, Yemen, Haití, Venezuela, Chad, Tayikistán, Mozambique, Afganistán, Corea del Norte, Zambia, Uganda, Madagascar y la República Centroafricana) donde el promedio de calorías consumidas diariamente es menor a 2200.[54]
- Entre 1950 y 1990. la tasa de alfabetización mundial aumento del 52 % al 81 %. Las mujeres han representado mucho de ese crecimiento: la tasa de alfabetización femenina, como porcentaje de la masculina, aumento de 59 % en 1970 a 80 % en el 2000.[55]
- Hay tendencias similares en lo que respecta a acceso a electricidad, autos, radios, teléfonos, etc. Al mismo tiempo que una proporción creciente de la población con acceso a agua potable.[56]
- El porcentaje de menores en la fuerza de trabajo ha caído desde un 24 % en 1960 al 10 % en el 2000.[57]
- Indur M. Goklany, en su libro The Improving State of the World también encuentra evidencia que esas, y otras, medidas del bienestar humano están mejorando y que la globalización es parte de la explicación. También busca responder al argumento que el Impacto ambiental limitaría ese progreso.
- Otros autores, como el senador canadiense Douglas Roche, simplemente ven la globalización como inevitable y argumentan a favor de crear instituciones tales como una Asamblea Parlamentaria de las Naciones Unidas elegida a fin de supervisar y controlar la acción de cuerpos e instituciones internacionales no electos.
- A pesar de que los críticos de la globalización se quejan de que esta implica un predominio de la cultura occidental (u occidentalización) un informe de 2005 de la UNESCO[58] muestra que el cambio cultural se está haciendo en ambas direcciones. En el 2002, China fue el tercer país en exportaciones de bienes culturales, detrás de Reino Unido y EE. UU. Entre 1994 y el 2002, la proporción de esas exportaciones de tanto Norteamérica como Europa decayó, mientras las exportaciones de Asia crecieron hasta sobrepasar a la estadounidense.

Los proponentes de la globalización critican duramente algunas políticas corrientes en países desarrollados. En particular, los subsidios a la agricultura y las tarifas proteccionistas en esos países. Por ejemplo, casi la mitad del presupuesto de la Unión Europea se emplea en subsidios agrícolas, en su mayoría a las grandes empresas y granjas industrializadas, que constituyen un poderoso grupo de cabildeo. Japón, por su parte, concedió a su sector agrícola cuarenta y siete mil millones de dólares en el 2005. casi cuatro veces la cantidad que dio en Ayuda oficial al desarrollo. Los EE. UU. dan tres mil novecientos millones de dólares cada año a su sector agrícola algodonero, que incluye veinticinco mil granjeros, tres veces superior al presupuesto completo de USAID para los quinientos millones de habitantes de África Estas políticas agotan los recursos de los contribuyentes e incrementan el precio a los consumidores en los países desarrollados, disminuyen la competencia y eficiencia, evitan las exportaciones de agricultores más eficientes y otros sectores en los países en desarrollo y socavan las industrias en los cuales los países desarrollados tienen ventajas comparativas. Así, las barreras al comercio dificultan el crecimiento económico no solo de las naciones en desarrollo, lo que tiene un efecto negativo en los niveles de vida generales.

## Puntos a considerar según los críticos
- La apertura generalizada de los mercados de bienes y capitales que sugiere el fin de los bloques comerciales, tratados regionales e independencia económica de los países pero al mismo tiempo facilita la capacidad de resolver necesidades económicas que actores locales han sido incapaces de satisfacer.
- La creciente privatización de los sectores económicos públicos como la sanidad, la enseñanza y las administraciones públicas (además de otras empresas públicas), por parte de gobiernos de corte liberal, junto al auge de la empresa multinacional y el adelgazamiento de empresas y estado nacionales.
- El fomento de la competencia como valor económico universal, que por un lado incrementa la cantidad y calidad de los productos y por el otro amenaza las condiciones de trabajo como salarios y derechos laborales. Esta eterna competencia entre empresas multinacionales favorece a la depredación del medio ambiente en plena crisis climática global.
- El acceso a los mercados internacionales de las élites oligárquicas de países ricos en recursos naturales pero poco desarrollados industrialmente lleva al abandono de intentos políticos de promover progreso y de la llamada justicia social en dichos países, ya que dichas élites destinan su producción a una exportación mucho más lucrativa, a corto plazo, que establecer un tejido industrial local nacionalizando su producción.
- Dentro del nuevo debate sobre multiculturalismo: el intercambio cultural respetuoso versus la mundialización cultural occidental que amenaza la pérdida de la integridad de las culturas (aunque no existe una sola definición para la palabra) o identidades nacionales del resto de países del mundo.
- Conflicto entre la concepciones de la cultura como «civilización» o «alta cultura» versus la extensión de la «cultura del hombre común» o cultura popular.
- La posibilidad del renacimiento de culturas regionales o folclóricas y valores individuales versus la homogeneización cultural producto de la masificación e internacionalización de los medios.
- El reforzamiento de una conciencia de «comunidad humana» versus la adquisición acritica de elementos culturales de sociedades dominantes.
- Sobrevaloración de lo material y del consumismo sobre lo social o moral y sobre lo ético. Fomento de la tecnificación industrial por encima de la eficiencia productiva.
- El posible decaimiento del nacionalismo frente al refuerzo del internacionalismo.
- La conquista del sistema político de países indefensos a manos de empresas multinacionales que pueden llegar a contratar incluso a su propio ejército privado.
- La generalización de la democracia y el estado de derecho convencionales como formas de gobierno predominantes a nivel mundial versus el resurgimiento de áreas y periodos de profunda inestabilidad política debido, por un lado, a la pérdida de poder por parte de los gobiernos frente a poderes externos (produciendo los llamados estados fallidos) y, por el otro, al rechazo a lo que se ve como concepciones occidentales de hacer política, que genera escenarios de confrontación cultural.
- La disminución paulatina en los controles migratorios en países en vías de desarrollo que puede llevar a la pérdida de los sectores más innovadores (ver fuga de cerebros) o a la 'invasión' de élites empresariales internacionales en países pobres. El incremento de las restricciones migratorias en los países desarrollados que acogen los flujos migratorios, de sur a norte, partiendo el planeta en un hemisferio ultra desarrollado y en otro intencionadamente pobre y comercialmente rentable y sometido.
- La búsqueda de un mejor ordenamiento económico y social, por la vía del uso de monedas nacionales nominativas y con trazabilidad de cadenas de pago, y por la vía del uso en la economía mundial de una verdadera moneda internacional no vinculada en forma rígida con canastas de monedas nacionales (ver Consenso de Barcelona y Centro de Estudios Joan Bardina).
- Las críticas a la globalización surgieron de los ciudadanos de la mayor parte de los países del mundo, a partir de la caída del muro de Berlín. El premio Nobel de Economía Joseph E. Stiglitz propone dos alternativas de solución a la globalización: cambiar el gobierno de la globalización y trasladar a los países pobres el intervencionismo de los países ricos. Por otro lado, hay muchos que piensan que se debe controlar la globalización, ya que el mundo estaría dominado por las empresas multinacionales, por lo tanto es importante la creación de un gobierno mundial que sea capaz de crear una nueva y poderosa ONU, que incentive y promueva el diálogo o permita la alianza entre las civilizaciones. En cuanto a las finanzas, de nuevo Stiglitz argumenta que los organismos internacionales, como el FMI y el BM han fracasado en ese aspecto, por lo que la solución es corregir su intervencionismo. En otro orden de ideas, en el caso del comercio internacional es conveniente fomentar el proteccionismo entre los países con la creación de uniones como es el caso de la Unión Europea o el Mercosur. Finalmente, una alternativa de solución para la globalización es debilitar la intervención económica y política de los países ricos hacia los países subdesarrollados.[64]
- Roland Robertson afirma que la globalización está marcada culturalmente por procesos de glocalización, término utilizado para definir las transformaciones mediante las cuales las culturas locales adaptan y redefinen los productos de la cultura global para ajustarlos a sus necesidades, creencias y costumbres particulares. La glocalización puede entenderse tanto en un sentido económico como en el cultural. En el económico, se busca insertar a las industrias locales en escenarios globales adaptándolas a las peculiaridades del entorno; en el cultural, se intenta mezclar elementos locales con los globales, aunque esto puede generar una confrontación entre quienes están a favor y quienes están en contra de la integración de estas prácticas. También se ha utilizado el adjetivo «glocal» para calificar fenómenos culturales o sociales, como la migración o la popularización de temas musicales, que se extienden en regiones más amplias que el país de origen sin perder, hasta cierto punto, su carácter nacional.[65]

### Críticas
Las críticas al proceso globalizador configuran lo que se denomina movimiento antiglobalización o altermundismo y sus cabezas mediáticas generalmente están ubicadas en un contexto nacionalista, de extrema izquierda, de alguno de los nuevos movimientos sociales progresistas, de la socialdemocracia ortodoxa (aquella que rechaza la Tercera Vía) o del populismo tercermundista (que puede incluir componentes antioccidentales o antiestadounidenses), así mismo varios movimientos religiosos conservadores y la extrema derecha se han posicionado en contra de la globalización. El punto en común mayoritario que tienen estas críticas es que equiparan globalización a imperialismo y neocolonialismo (ver Teoría de la dependencia), todas se oponen a lo que han denominado fundamentalismo de mercado y acusan a la globalización de fomentar un estilo de vida consumista y posmaterialista.
Como solución más generalizada, todos estos credos ideológicos apuntan a la necesidad de un Estado fuerte y regulador para la sociedad y proponen el resurgimiento del desarrollismo, el dirigismo y el proteccionismo en las políticas económicas de las naciones, a la vez que reclaman reeducar a la sociedad en torno a valores que contrarresten los valores y costumbres individualistas.
- Una primera crítica utiliza los puntos de vista de los teóricos de la globalización misma. Como se ha visto, estos se oponen a las barreras y trabas al movimiento tanto de bienes como de personas que los gobiernos que dicen seguir las políticas globalización imponen sobre los productos y personas de otros países. Igualmente cuestionable son las subvenciones y otras medidas proteccionistas que esos países utilizan. En ese sentido, se ha afirmado que las instituciones del «consenso» están al servicio de sus accionistas mayores (es decir, EE. UU.) y no al de quienes fue creado para beneficiar.[66]
- Otra crítica que se puede aducir es que si aceptamos la sugerencia de los proponentes de la globalización que tanto la democracia como el capitalismo fueron las fuentes de la prosperidad económica de los países desarrollados, sigue que el rol que el estado ejerció a nivel nacional en la emergencia de esa prosperidad necesita ser replicado no solo al nivel de los países que se integren al sistema[67] sino también al internacional.[68][69] Incluso algunos proponentes de la globalización reconocen esto[70] (a pesar de que se argumenta que la democracia por sí misma no promueve el crecimiento económico[71] cabe considerar que el origen de los presentes niveles de Desarrollo económico y Bienestar social en ciertos países se debe a consideraciones políticas que se hacen urgentes con la expansión y profundización de la democracia —ver «Orígenes y evolución» en estado de bienestar— Quizás se puede sugerir que si bien la mera democracia no produce prosperidad, una vez que se ambas se hacen presentes crean un sistema de retroalimentación positiva).[72][73][74]
- Una tercera crítica, esta vez de oponentes al proceso, sugiere que sus proponentes se han y están, por un lado, apropiándose de los resultados de las acciones de terceros y por el otro, malinterpretando los hechos —incluyendo el distorsionar los datos estadísticos básicos[75] — a fin de propagar sus ideas:[76][77]
- En adición, se puede mencionar que la disminución en las tasas de pobreza relativa en países que aplican las políticas del FMI no parece estar lográndose gracias a la disminución de los extremos en la distribución del ingreso, sino gracias a la pérdida de ingresos de las clases asalariadas de países industrializados y la pauperización de las clases medias,[78] especialmente en países desarrollados y de ingresos medios, tales como los de América Latina.[79] quienes se encuentran ahora desprovistos de los sistemas de seguridad y apoyo que gozaban, por ejemplo, en educación, medicina, seguros, pensiones de jubilación y otros servicios estatales, etc. La concentración de propiedad a nivel mundial continúa y se acentúa, lo que no debería ser sorpresa, ya que en la segunda mitad de la década del noventa del siglo pasado algunos estudiantes de las políticas del desarrollo —por ejemplo, Michael P. Todaro «Economic Development»— advertían que la presencia de empresas multinacionales en países en desarrollo podría resultar en el empobrecimiento a largo plazo de esos países debido al desplazamiento de empresas locales, la desviación de recursos locales a fin de servir mercados más lucrativos en otras regiones y la exportación de ganancias, etc.[80]
- Las políticas tanto del Consenso de Washington como del resto de los proponentes de la globalización sugieren que sería posible lograr niveles de prosperidad económica a nivel mundial similares a los que se ven en Europa o EE. UU. Esta presunción es cuestionable, especialmente desde un punto de vista ecológico[81] (ver: Los límites del crecimiento).